# Kazalište
Kazalište je kulturno umjetnička ustanova, namijenjena održavanju priredbi scenske umjetnosti.
Postoji od davnina, kao rezultat ljudske sklonosti pričanju priča. Nastalo je u antičkoj Grčkoj iz rituala koji su se održavali u čast boga Dioniza. Od svog početka, kazalište je imalo mnoge oblike i inačice u kojima su se koristili: govor, geste, glazba, ples i spektakl, kombinirajući više različitih grana umjetnosti u jedan umjetnički oblik.
U radu kazališta sudjeluje velik broj djelatnika, koji se dijele na: umjetničko (glumci, redatelji, dramaturzi, kostimografi i dr.) tehničko (rekviziteri, šaptači i dr.) i administrativno (intendant, impresario, blagajnici i dr.) kazališno osoblje.
Osnovni tipovi kazališnih predstava su: drame, komedije i mjuzikli. Među klasične drame ubrajaju se antičke drame (grčke i rimske), engleske (npr. Shakespearove drame), francuske (npr. Molierove drame), ruske drame (npr. Čehovljeve drame) i dr. Mjuzikl (eng. musical) je glazbeno – scensko djelo zabavnog karaktera a govorenim dijalozima, glazbenim i plesnim točkama, najčešće u dva čina. Među najpoznatije mjuzikle ubrajaju se: "Priča sa zapadne strane", "Fantom opere", "Chicago", "Mačke" i dr., a od hrvatskih "Jalta, Jalta" i "Dundo Maroje". Komedija se odlikuje veselim sadržajem, u prvi plan stavlja smiješne strane ljudskog života, ismijava ljudske nedostatke i mane. Primjer za komediju je Shakespearovo djelo "Na Tri kralja ili kako hoćete".

## Kazališno umjetničko osoblje
Umjetničko osoblje su svi sudionici koji (samostalno ili grupno) stvaralački sudjeluju u radu na kazališnoj predstavi. To su glumci, redatelji, dramaturzi, scenografi, kostimografi, koreografi i autori glazbe.

## Vanjske poveznice
- kazalište (teatar) Hrvatska enciklopedija